# Jens Haaning
Jens Haaning (Copenhague, 30 de junho de 1965) é um artista contemporâneo e conceitual dinamarquês.

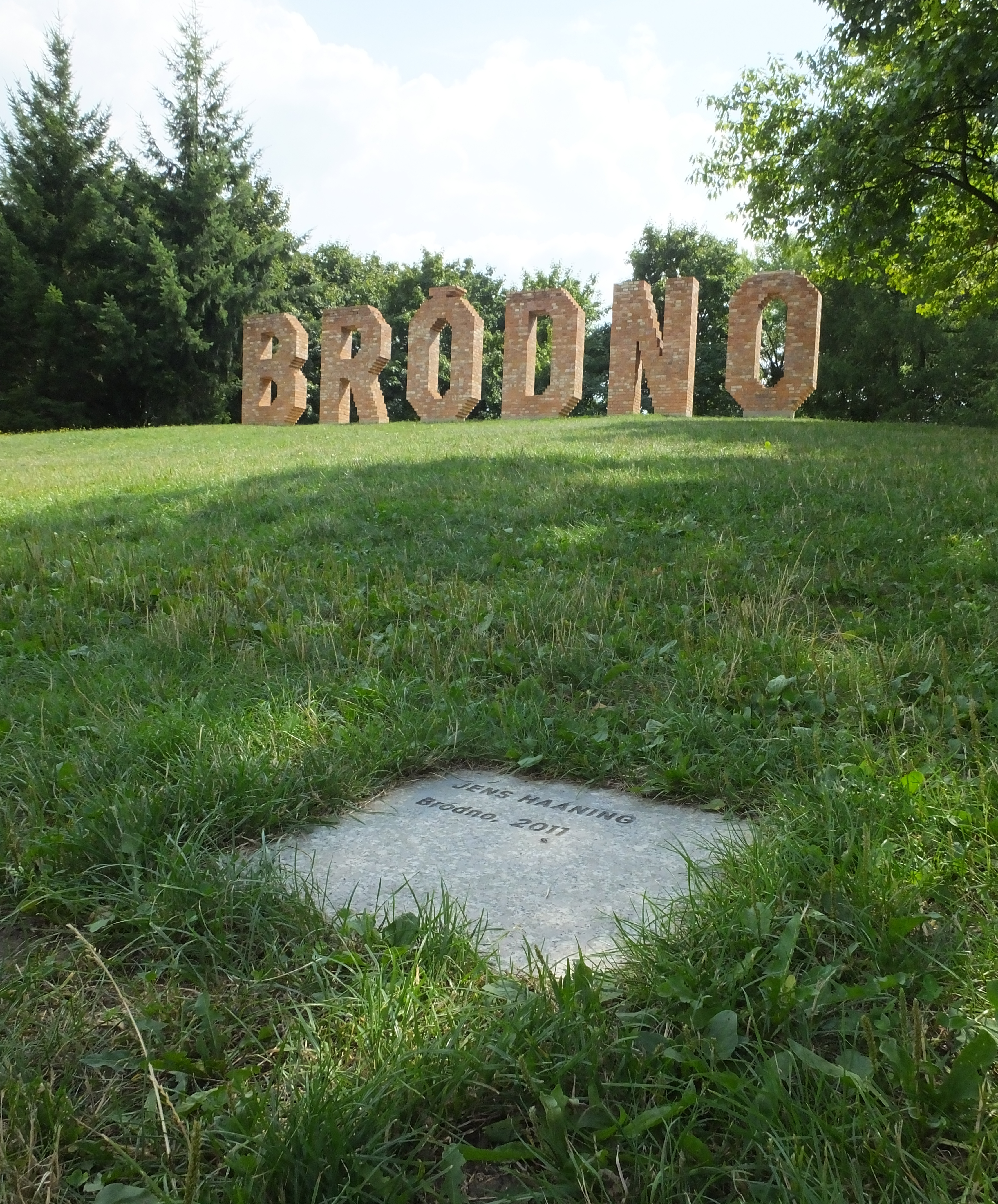
Bródno, uma das esculturas do artista

## Biografia
Haaning produziu um conjunto de obras de arte desde os anos 1990, que, quando vistas em conjunto, oferecem um reflexo agudo de uma sociedade complexa e em mudança no ocidente. Os trabalhos abordam as estruturas de poder e comunicação existentes na sociedade global e necessitam de um debate em torno de temas como migração, deslocamento, nacionalismo e outros aspectos relacionados à nossa convivência.
Frequentemente, as obras consistem em intervenções em estruturas institucionais ou espaços públicos. Exemplos destes são: Middelburg Summer 1996 (1996), que foi uma relocação temporária de uma fábrica que empregava trabalhadores imigrantes para o espaço de exposição em De Vleeshal, Middelburg, Holanda, e Turkish Jokes (1994), uma peça sonora com uma fita - gravação de piadas, contadas pelos turcos em sua língua nativa, que foi originalmente tocada em praça pública em Oslo, Noruega. Haaning é conhecido por obras de arte provocantes, com um historiador da arte chamando-o de "o malandro final".
Responsável por numerosos projetos de arte pública, o trabalho de Haaning aparece em exposições individuais e coletivas em todo o mundo.

### Polêmica na Dinamarca
Em 2021, Haaning recebeu R$ 450.000 para criar peças para o Kunsten Museum of Modern Art Aalborg, na Dinamarca. Haaning enviou ao museu duas telas em branco intitulada "Pegue o dinheiro e fuja". Em 18 de setembro de 2022, um tribunal de Copenhague, na Dinamarca, ordenou ao pintor devolver R$ 342 mil para museu, o equivalente à quantia que o museu lhe deu menos os honorários do artista e os custos de montagem. Na época do ocorrido, o diretor do museu, Lasse Andersson, disse que as peças tinham uma “abordagem humorística” e são “uma reflexão sobre como valorizamos o trabalho”, e decidiu exibir as obras mesmo assim; todavia afirmou que o museu levaria Haaning ao tribunal se ele não devolvesse o dinheiro, o que o artista se recusou a fazer. Haaning alegou que o museu ganhou "muito, muito mais" dinheiro do que investiu, graças à publicidade em torno do caso.